# Belisario Cristaldi
Belisario Cristaldi (ur. 11 lipca 1764 w Rzymie, zm. 25 lutego 1831 tamże) – włoski kardynał.

## Życiorys
Urodził się 11 lipca 1764 roku w Rzymie, jako syn Ascania Cristaldiego i Marianny Guglielmi. Studiował na La Sapienzy, gdzie uzyskał doktorat utroque iure, a następnie został sekretarzem trybunału Roty Rzymskiej. Pełnił także funkcję rektora macierzystej uczelni. 2 października 1826 roku został kreowany kardynałem in pectore. Jego nominacja na kardynała diakona została ogłoszona na konsystorzu 15 grudnia 1828 roku i nadano mu diakonię Santa Maria in Portico (Campitelli). 23 lutego 1829 roku przyjął święcenia diakonatu. Zmarł 25 lutego 1831 roku w Rzymie.